# ابن مغيث
أبو الوليد يونس بن عبد الله بن محمد بن مغيث بن محمد بن عبد الله بن الصفار القرطبي عالم، فقيه مالكي ومحدث، وأحد قضاة الأندلس.

## نشأته
ولد سنة 338 هـ في قرطبة، وعاش بها. نشأ ابن المغيث في بيت علم وصلاح مما كان له أكبر الأثر في حياته، فقد كان والده عالمًا كبيرًا، قال عنه الذهبي في تاريخ الإسلام: «وكان أديبا شاعرا بارعا بليغا كاتبا مع العبادة والتواضع والفضل وزهد في الدنيا في آخر عمره». وأخبر هو عن أبيه: «سمعت أبي يقول: أوثق عملي في نفسي سلامة صدري أني آوي إلى فراشي ولا يأوي صدري غائلة لمسلم».

## حياته العلمية

### شيوخه
حدّث عن: أبي بكر محمد بن معاوية القرشي صاحب النسائي، وأبو عيسى الليثي، وإسماعيل بن بدر، وأحمد بن ثابت التغلبي، وتميم بن محمد القروي، والقاضي محمد بن إسحاق بن السليم، وتفقه مع القاضي أبي بكر بن زرب وجمع مسائله. وروى أيضا عن: أبي بكر بن القوطية، وأحمد بن خالد التاجر، ويحيى بن مجاهد، وأبي جعفر بن عون الله وابن مجلس الكبير، وأبي زكريا بن عائذ، والزبيدي، وأبي الحسن عبد الرحمن بن أحمد بن بقي، وأبي محمد عبد المؤمن، وأبي عبد الله بن أبي دليم. وسمع منهم وأكثر عنهم وقد أجاز له من المشرق الحسن بن رشيق، وأبو الحسن الدارقطني.

### تلاميذه
روى عنه مكي بن أبي طالب القيسي، وأبو عبد الله بن عائذ، وأبو عمرو الداني، وأبو عمر بن عبد البر، ومحمد بن عتاب، وأبو عمر بن الحذاء، وأبو محمد بن حزم، وأبو الوليد سليمان بن خلف الباجي، وأبو عبد الله الخولاني، وحاتم بن محمد، ومحمد بن فرج مولى ابن الطلاع، وخلق سواهم.

### مؤلفاته
- كتاب فضائل المنقطعين إلى الله عز وجل.
- كتاب التسلي عن الدنيا بتأميل خير الآخرة.
- كتاب فضائل المتهجدين.
- كتاب التسبيب والتيسير.
- كتاب الابتهاج بمحبة الله عز وجل.
- كتاب المستصرخين بالله تعالى عند نزول البلاء.

## توليه القضاء
ولي ابن مغيث أولًا قضاء بطليوس ثم صرف. وولي خطابة مدينة الزهراء. ثم ولي القضاء والخطبة بقرطبة مع الوزارة. ثم صرف عن جميع ذلك ولزم بيته. ثم ولي قضاء الجماعة والخطبة سنة 419 هـ فبقي قاضيا إلى أن مات.

## ثناء العلماء فيه
قال عنه يوسف بن تغري برديفي في النجوم الزاهرة: «كان من أوعية العلم كان فقيهًا محدثًا عالمًا زاهدًا». قال أبو عمر بن مهدي: « كان نفعه الله من أهل الحديث والفقه كثير الرواية وافر الحظ من علم اللغة والعربية قائلا للشعر النفيس في معاني الزهد وما شابهه بليغا في خطبه كثير الخشوع فيها لا يتمالك من سمعه عن البكاء مع الخير والفضل والزهد في الدنيا والرضا منها باليسير ما رأيت فيمن لقيت من شيوخي من يضاهيه في جميع أحواله كنت إذا ذاكرته شيئا من أمور الآخرة أرى وجهه يصفر ويدافع البكاء ما استطاع وربما غلبه فلا يقدر أن يمسكه وكان الدمع قد أثر في عينيه وغيرها لكثرة بكائه وكان النور باديا على وجهه وكان قد صحب الصالحين ولقيهم من حداثته ما رأيت أحفظ منه لأخبارهم وحكاياتهم».

## وفاته
توفي رجب 429 هـ الموافق 1038 م في قرطبة، عن إحدى وتسعين سنة، ودفن عصر يوم الجمعة لليلتين بقيتا من رجب وشيعه خلق عظيم.